# Служба информации (Ангола)
Служба информации (порт. Serviço de Informações, SINFO) — ангольская спецслужба 1994—2010, орган внутренней безопасности. До 2002 находилась в ведении Министерства внутренних дел, затем до 2010 — в непосредственном подчинении президента. Сыграла важную роль на заключительном этапе гражданской войны. Преобразована в Службу разведки и госбезопасности.

## Контекст создания
Политические перемены в Анголе начала 1990-х — отказ от государственной идеологии марксизма-ленинизма, провозглашение многопартийной демократии и рыночной экономики — отразились и на спецслужбах. 23 февраля 1991 было расформировано Министерство госбезопасности (MINSE), орган политического сыска и репрессий 1980-х. Функции MINSE перешли к Министерству внутренних дел (MININT), но формально орган госбезопасности теперь отсутствовал в системе. С 1991 по 1993 длился «период турбулентности».
Несмотря на объявленные реформы, правящая МПЛА и президент Жозе Эдуарду душ Сантуш сохраняли всю полноту власти. Продолжалась гражданская война правительства МПЛА с повстанческим движением УНИТА. Первые многопартийные выборы 1992 привели к Хэллоуинской резне и новой вспышке боевых действий. Битва за Уамбо в начале 1993 завершилась крупным успехом УНИТА/ФАЛА. В такой обстановке власти решили восстановить службу госбезопасности.
Законодательную базу составил акт о Системе национальной безопасности (SSN) от 16 сентября 1992. Провозглашалась деидеологизация и департизация органов госбезопасности, их служение общенациональным целям и верховенство закона. Целью деятельности объявлялась защита независимости, территориальной целостности, общественного порядка, национальных интересов, прав и свобод граждан. Органический статут MININT от 27 августа 1993 предусматривал подчинённость госбезопасности министерству. Эти положения были подтверждены законом о национальной безопасности от 6 мая 1994.

## Структура и руководство
Служба информации (SINFO) была учреждена в структуре MININT 25 марта 1994. Уставной задачей SINFO являлись сбор и обработка информации по внутренней безопасности, подготовка соответствующих материалов и проектов для министерства. Статус SINFO был понижен по сравнению с предшественниками — DISA и MINSE имели министерский ранг и подчинялись непосредственно президенту. Официально ограниченная информационно-аналитическими рамками, SINFO не имела права обысков и арестов. Учредители подчёркивали отличия от прежних репрессивных спецслужб, особенно DISA.
Оргструктура SINFO также отличалась от DISA и MINSE. Служба носила гражданский характер и не имела в подчинении войсковых частей. Возглавляла SINFO генеральная дирекция. Действовали шестнадцать функциональных отделов, восемнадцать территориальных управлений в провинциях. При руководстве функционировали
- службы консультативной поддержки — консультирование по общей стратегии и оперативной практике
- службы технической поддержки — стандарты оснащения, юридические консультации
- службы инструментальной поддержки — методологические консультации, управление персоналом, транспорт и логистика, охрана, аудит, пиар, протокольные мероприятия, ведение архивов
- центральные исполнительные службы — оперативные мероприятия, агентурная работа
- местные оперативные службы — в составе провинциальных управлений
- Национальный институт информации и безопасности — подготовка кадров с провинциальными учебными центрами

За шестнадцать лет в SINFO сменились семь директоров:
- 1994—1995 — Фернанду да Пьедаде Диаш душ Сантуш, крупный политик МПЛА, близкий сподвижник и родственник президента душ Сантуша
- 1995—1996 — Балтазар Гургел Домболо, функционер Службы
- 1996—1999 — Фернандо Миала, кадровый офицер военной разведки и контрразведки
- 1999—2000 — Фернанду Эдуарду Мануэл, бывший начальник провинциальных управлений MINSE
- 2000—2002 — Карлуш Жозе Мануэл, бывший начальник провинциальных управлений MINSE, кадровый оперативник госбезопасности
- 2002—2006 — Мариана Лижбоа, функционер женской организации МПЛА, первая в Африке женщина во главе спецслужбы
- 2006—2010 — Себаштьян Мартинш, кадровый чиновник MININT, комиссар полиции, ранее офицер MINSE

В 1994—2002 директор SINFO по должности являлся заместителем министра внутренних дел (этот пост в то время занимали Сантана Петрофф и Фернанду да Пьедаде Диаш душ Сантуш). C 2002 по 2010 директор SINFO был подотчётен президенту душ Сантушу.

## «Двухэтапная» деятельность
Первый этап истории SINFO — 1994—2002 — характеризуется как «гибридный». Деятельность спецслужбы определялась ходом гражданской войны. Главной задачей было оперативное получение и реализация информации о вооружённых силах УНИТА. С 1994 по 1998 осуществлялись политические манёвры, связанные с Лусакским протоколом. В конце 1990-х началось массированное наступление правительственных войск на позиции УНИТА. Велась своего рода «оперативная дуэль» между SINFO и спецслужбой УНИТА — BRINDE. Характерно, что с 1999 SINFO возглавлял опытный оперативник Жозе Мануэл. 22 февраля 2002 лидер УНИТА Жонаш Савимби был убит в бою со спецназом. Вскоре гражданская война завершилась договорённостями МПЛА с УНИТА.
Второй этап — 2002—2010 — был конституирован новым законом о национальной безопасности от 16 августа 2002 и Органическим статутом SINFO от 6 июня того же года. Статус и полномочия структуры значительно повысились. SINFO была выведена из MININT и приравнена к министерству. В уставных задачах появился термин «разведка» и тезис о борьбе с оргпреступностью (после легализации УНИТА радикальные противостояние властям приравнивались к криминалу). Формально функции по-прежнему определялись как сбор и обработка информации по вопросам безопасности, но реально возросло значение оперативных подразделений политической полиции.
Мариана Лижбоа, сменившая Жозе Мануэла, считалась креатурой влиятельного Фернандо Миалы. Во главе SINFO она отличалась компетентностью и особым вниманием к социальной проблематике, настаивала на уступках массам в социальных конфликтах. Её отставка совпала с увольнением и арестом Миалы. Последний директор SINFO Себаштьян Мартинш акцентировал функции властного политического контроля. Спецслужба сыграла заметную роль в обеспечении победы МПЛА на парламентских выборах 2008 (первое голосование за шестнадцать лет). Представители оппозиции обвиняли SINFO в давлении на избирателей, махинациях и фальсификациях.
Президентским указом 5 марта 2010 SINFO была переименована в Службу разведки и госбезопасности (SINSE). Первоначально это воспринималось не более как смена названия (тем более, что директором первые три года оставался Мартинш). Впоследствии стало очевидно, что переименование отразило структурное преобразование. Силовой ресурс и политическое влияние SINSE значительно превысили SINFO.